# Michael Bourn
Michael Ray Bourn (ur. 27 grudnia 1982) – amerykański baseballista występujący na pozycji środkowozapolowego w organizacji Baltimore Orioles.

## Przebieg kariery
Bourn po ukończeniu szkoły średniej w 2000 został wybrany w 19. rundzie draftu przez Houston Astros, jednak nie podpisał kontraktu, gdyż zdecydował się podjąć studia na University of Houston, gdzie w latach 2001–2003 grał w drużynie uniwersyteckiej Houston Cougars. W czerwcu 2003 został wybrany w trzeciej rundzie draftu przez Philadelphia Phillies i początkowo grał w klubach farmerskich tego zespołu, między innymi w Scranton/Wilkes-Barre Red Barons, reprezentującym poziom Triple-A. W Major League Baseball zadebiutował 30 lipca 2006 w drugim meczu doubleheader przeciwko Florida Marlins na pozycji lewozapolowego.
15 lipca 2007 w meczu z St. Louis Cardinals zdobył pierwszego home runa w MLB. Dwanaście dni później w spotkaniu z Pittsburgh Pirates z powodu kontuzji Aarona Rowanda po raz pierwszy wystąpił w wyjściowym składzie i zaliczył 4 odbicia na 4 podejścia, a także zdobył 2 runy. W listopadzie 2007 w ramach wymiany zawodników przeszedł do Houston Astros. W sezonie 2009 skradł najwięcej baz w National League (zwyciężał w tej klasyfikacji również w 2010 i 2011) i po raz pierwszy otrzymał Złotą Rękawicę. Rok później po raz pierwszy wystąpił w Meczu Gwiazd.
W lipcu 2011 przeszedł do Atlanta Braves. W lipcu 2012 zajął 2. miejsce w ostatecznym głosowaniu do All-Star Game za Davidem Freesem z St. Louis Cardinals, jednak otrzymał powołanie do tego meczu w miejsce kontuzjowanego Iana Desmonda z Washington Nationals. W listopadzie 2012 odrzucił ofertę nowego kontraktu i został wolnym agentem. 
W lutym 2013 podpisał czteroletnią z opcją przedłużenia o rok umowę wartą 60 milionów dolarów z Cleveland Indians. W sezonie 2014 wraz z Adamem Eatonem z Chicago White Sox zaliczył najwięcej triple'ów w American League (10). W sierpniu 2015 w ramach wymiany zawodników przeszedł do Atlanta Braves. 22 kwietnia 2016 podpisał niegwarantowany kontrakt z Toronto Blue Jays.
W maju 2016 został zawodnikiem Arizona Diamondbacks, zaś w sierpniu 2016 w ramach wymiany przeszedł do Baltimore Orioles. W lutym 2017 podpisał niegwarantowany kontrakt z Orioles.

## Nagrody i wyróżnienia
| Nagroda/wyróżnienie  | Lata       | Źródło |
| 2× All-Star          | 2009, 2012 | [ 1 ]  |
| 2× Gold Glove Award  | 2009, 2010 | [ 1 ]  |
| Fielding Bible Award | 2010       | [ 12 ] |